# 錢俊
錢俊（1426年—？），字時乂，直隸崐山縣人，大寧都司營州右屯衛軍籍，明朝政治人物。進士出身。

## 生平
順天府鄉試第八十九名。景泰五年（1454年）甲戌科會試第二百六十名，殿試登進士第三甲第九名。

## 家族
曾祖錢公路。祖父錢民則。父亲錢仲進。